# NGC 1055
NGC 1055 es una galaxia espiral barrada de tipo SBb que se encuentra en la constelación de Cetus a unos 52 millones de años luz de distancia. Su magnitud aparente es 11,4 y desde nuestra perspectiva prácticamente de lado.
Vista de lado desde nuestra perspectiva, se aprecia una marcada protuberancia en el núcleo -en realidad una barra galáctica vista de lado- atravesada por una línea ancha de gas y polvo. Forma un sistema binario con la galaxia M77, de la que la separan 442.000 años luz y con la que puede estar interaccionando, y ambas forman parte del llamado Grupo de M77.
NGC 1055 es una fuente notable de radiación infrarroja y ondas de radio, en concreto en la longitud de onda del monóxido de carbono caliente. Esto se atribuye a una formación estelar inusualmente activa. Su halo cuenta también con diversas estructuras que se interpretan cómo restos de galaxias menores absorbidas y destruidas por ella en el pasado.
Fue descubierta en 1783 por William Herschel.